# Châu Thành (huyện Tây Ninh)
Châu Thành là một huyện thuộc tỉnh Tây Ninh, Việt Nam.

## Địa lý
Huyện Châu Thành nằm ở phía tây của tỉnh Tây Ninh, có vị trí địa lý:
- Phía đông giáp thành phố Tây Ninh, thị xã Hòa Thành và huyện Gò Dầu
- Phía tây giáp huyện Romeas Haek và huyện Rumduol, tỉnh Svay Rieng, Campuchia
- Phía nam giáp huyện Bến Cầu và huyện Svay Teab, tỉnh Svay Rieng, Campuchia
- Phía bắc giáp huyện Tân Biên.

Huyện Châu Thành có diện tích 580,94 km², dân số năm 2019 là 140.769 người, mật độ dân số đạt 242 người/km².
Huyện có đường biên giới với Campuchia dài 48 km và có cửa khẩu Phước Tân.
Sông Vàm Cỏ Đông chảy dọc huyện chia huyện thành hai vùng có diện tích xấp xỉ nhau. Rạch Sóc Om và Rạch Vàm Dình là 2 thượng nguồn của sông Vàm Cỏ Đông.
Diện tích của huyện là 571,25 km². Tổng số dân toàn huyện là 141.875 người, Người Kinh chiếm đa số. Có một phần nhỏ là người Khmer sống phân tán chung với người Việt, không còn chia thành xóm, làng riêng nữa; họ sống chủ yếu bằng nghề làm ruộng và buôn bán, tập trung đông ở vùng biên giới ở các xã: Thành Long, Biên Giới,...
Hiện nay, huyện có khá nhiều người ở Miền Bắc Việt Nam di cư vào Tây Ninh, chủ yếu tập trung tại các xã: Thái Bình, Trí Bình, Thành Long,...
Diện tích đất hoang của huyện khá nhiều, do hệ thống thủy lợi còn chưa phát triển mạnh như ở các huyện phía Nam tỉnh Tây Ninh.

## Hành chính
Huyện Châu Thành có 15 đơn vị hành chính cấp xã trực thuộc, bao gồm thị trấn Châu Thành (huyện lỵ) và 14 xã: An Bình, An Cơ, Biên Giới, Đồng Khởi, Hảo Đước, Hòa Hội, Hòa Thạnh, Long Vĩnh, Ninh Điền, Phước Vinh, Thái Bình, Thanh Điền, Thành Long, Trí Bình.

## Lịch sử
Sau năm 1975, huyện Châu Thành gồm 11 xã: Biên Giới, Hảo Đước, Hòa Hội, Hòa Thạnh, Long Vĩnh, Ninh Điền, Phước Vinh, Thái Bình, Thanh Điền, Thành Long và Trí Bình.
Ngày 30 tháng 9 năm 1998, Chính phủ ban hành Nghị định 80/1998/NĐ-CP. Theo đó: 
- Thành lập thị trấn Châu Thành trên cơ sở điều chỉnh 573 ha diện tích tự nhiên và 7.858 nhân khẩu của xã Trí Bình, 182 ha diện tích tự nhiên và 1.100 nhân khẩu của xã Thái Bình
- Thành lập xã Đồng Khởi trên 3.471 ha diện tích tự nhiên và 10.791 nhân khẩu của xã Thái Bình.

Ngày 12 tháng 1 năm 2004, Chính phủ ban hành Nghị định 21/2004/NĐ-CP. Theo đó: 
- Thành lập xã An Bình trên cơ sở 2.221 ha diện tích tự nhiên và 6.485 nhân khẩu của xã Thanh Điền
- Thành lập xã An Cơ trên cơ sở 3.673 ha diện tích tự nhiên và 9.988 nhân khẩu của xã Hảo Đước.

Huyện Châu Thành có 1 thị trấn và 14 xã như hiện nay.

## Kinh tế
Kinh tế của huyện Châu Thành đang phát triển mạnh với các khu du lịch hoạt động thân thiện. Dân số của huyện khá đông đúc. Sông Vàm Cỏ Đông và sông Đình giúp việc trồng lúa phát triển manh. Huyện cũng có các khách sạn tốt, và nhiều căn cứ quân sự nổi tiếng. Chợ Hòa Bình (chợ Phước Tân) dự kiến sẽ được xây dựng lại, góp phần thúc đẩy phát triển kinh tế của toàn huyện.

## Xã hội
Giáo dục: Tại xã Thành Long có Trường tiểu học Ngô Thất Sơn có nhiều học sinh giỏi, đạt nhiều giải thưởng trong các cuộc thi.

## Giao thông

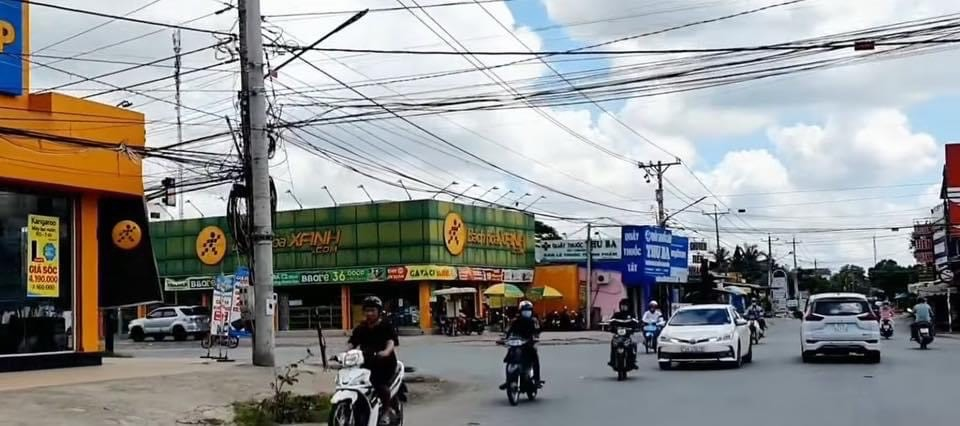
Ngã tư Thanh Điền nơi giao nhau giữa Tỉnh lộ 786 và Quốc lộ 22B

Quốc lộ 22B chỉ đi ngang qua xã Đồng Khởi, Thanh Điền, An Bình, Thái Bình. Nhìn chung, giao thông của huyện Châu Thành còn chưa phát triển mấy so với các huyện khác trong tỉnh.
Tỉnh lộ 786 đi qua xã Thanh Điền giúp kết nối TP. Tây Ninh, huyện Châu Thành với TT. Bến Cầu và cửa khẩu quốc tế Mộc Bài.